# Buster Bloodvessel
Douglas Trendle, noto con lo pseudonimo Buster Bloodvessel (Londra, 6 settembre 1958), è un cantante britannico.
Dal 1976 è il frontman del gruppo 2 tone ska Bad Manners. Il suo nome d'arte è tratto da quello del conducente dell'autobus interpretato da Ivor Cutler nel film Magical Mystery Tour dei Beatles (1967). È conosciuto anche per la corporatura extra large (nel 2004, tuttavia, è dimagrito da quasi 200 kg a 85 kg), il cranio pelato, l'enorme lingua e soprattutto le provocazioni durante gli show.
Una delle più celebri avvenne durante il Festival di Sanremo del 1981: al termine dell'esibizione del brano Lorraine, Bloodvessel mostrò per un istante il fondoschiena al pubblico in favore di telecamera, costringendo il presentatore Claudio Cecchetto a ricordare alla platea allibita che il nome del gruppo, "Bad Manners", significa per l'appunto "cattive maniere".